# Carièch
Carièch (en francès Cayriech) és un municipi francès situat al departament de Tarn i Garona i a la regió d'Occitània.

## Demografia
| 1962                                       | 1968 | 1975 | 1982 | 1990 | 1999 | 2006 |
| ------------------------------------------ | ---- | ---- | ---- | ---- | ---- | ---- |
| 162                                        | 165  | 110  | 132  | 132  | 208  | 253  |
| Des de 1962: població sense dobles comptes |      |      |      |      |      |      |

## Administració
| Període   | Identitat            | Partit        |
| --------- | -------------------- | ------------- |
| 1989-2008 | Jeannine Mulpas      | Divers gauche |
| 2008-     | Jean-Louis Donnadieu |               |